# Nilakkottai
Nilakkottai (o Nilakottai, Nilakkottai-Madura) è una suddivisione dell'India, classificata come town panchayat, di 19.630 abitanti, situata nel distretto di Dindigul, nello stato federato del Tamil Nadu. In base al numero di abitanti la città rientra nella classe IV (da 10.000 a 19.999 persone).

## Geografia fisica
La città è situata a 10° 10' 0 N e 77° 52' 0 E e ha un'altitudine di 319 m s.l.m..

## Società

### Evoluzione demografica
Al censimento del 2001 la popolazione di Nilakkottai assommava a Nnn persone, delle quali 9.887 maschi e 9.743 femmine. I bambini di età inferiore o uguale ai sei anni assommavano a 2.390, dei quali 1.210 maschi e 1.180 femmine. Infine, coloro che erano in grado di saper almeno leggere e scrivere erano 13.873, dei quali 7.485 maschi e 6.388 femmine.